# Parada Intendente Pedro P. Turner
La estación Intendente Pedro Pablo Turner es una estación ferroviaria ubicada en la localidad de Ingeniero Budge, en el partido de Lomas de Zamora, Provincia de Buenos Aires, Argentina.

## Servicios
Forma parte de la Línea General Roca, siendo un centro de transferencia intermedio del servicio diésel metropolitano que se presta entre las estaciones Haedo y Temperley.
Los servicios son prestados por la empresa Trenes Argentinos Operaciones.

## Toponimia
La estación debe su nombre a Pedro Pablo Turner, ex intendente peronista del partido de Lomas de Zamora, torturado y asesinado por la dictadura militar en 1976.